# Phomopsis ganjae
Phomopsis ganjae är en svampart som beskrevs av McPartl. 1983. Phomopsis ganjae ingår i släktet Phomopsis och familjen Diaporthaceae.   Inga underarter finns listade i Catalogue of Life.